# فرانز ريدج
فرانز ريدج (10 أبريل 1907 في لوسيرن - 22 يناير 2005 في ميونيخ) ناشط سويسري يميني متطرف في الجبهة الوطنية (سويسرا)، خلال الحرب العالمية الثانية، خدم في فافن إس إس فضلا عن أن يصبح أحد المقربين من هاينريش هيملر.
أمضى معظم فترة الحرب في ألمانيا. في ديسمبر 1947، حكمت المحكمة الجنائية الفيدرالية السويسرية على ريدج غيابياً بالسجن 16 عامًا بتهمة الخيانة.

## روابط خارجية
- فرانز ريدج على موقع مونزينجر (الألمانية)

- نبذة عن فرانز ريدج
- Newspaper clippings about Franz Riedweg